# 東京職工学校
| 東京職工学校 | 東京職工学校         |
| ------------ | -------------------- |
| 創立         | 1881年               |
| 所在地       | 東京府東京市         |
| 初代校長     | 正木退蔵             |
| 廃止         | 1929年               |
| 後身校       | 東京工業大学（旧制） |
| 同窓会       | 機械工芸会           |

東京職工学校（とうきょうしょっこうがっこう）は、1881年（明治14年）5月、東京府東京市浅草区（現在の東京都台東区）に設立された官立学校。東京工業大学の源流となる学校である。この項目では、後身（改称後）の「東京工業学校」（とうきょうこうぎょうがっこう）についても述べる。

## 概要
- 学理研究中心の帝国大学工科大学に対し、中等教育相当の「職工学校」（のちの工業学校）[注 1]の教員および工場の技術指導者の養成機関として位置づけられた。
- 1886年（明治19年）に制度化された高等師範学校が、中等学校教員の養成機関として位置づけられたのと共通する。
- 旧制中学校卒業者を入学対象とし、修業年限を3年とした。入学資格や修業年限は、本校設立の22年後、1903年（明治36年）に制度化された旧制専門学校と共通する。
- 東京職工学校時代に発足した同窓会「機械工芸会」は、現在の蔵前工業会（後身である東京工業学校、東京高等工業学校、（旧制・新制）東京工業大学の共通の同窓会）の前身の一つとなった。
- 後身の東京高等工業学校（旧制専門学校）は、1929年に（旧制）東京工業大学に昇格し、学制改革を経て（新制）東京工業大学に移行した。東京工業大学は東京職工学校の設立から同学の歴史が始まるとしている[1]。

## 沿革

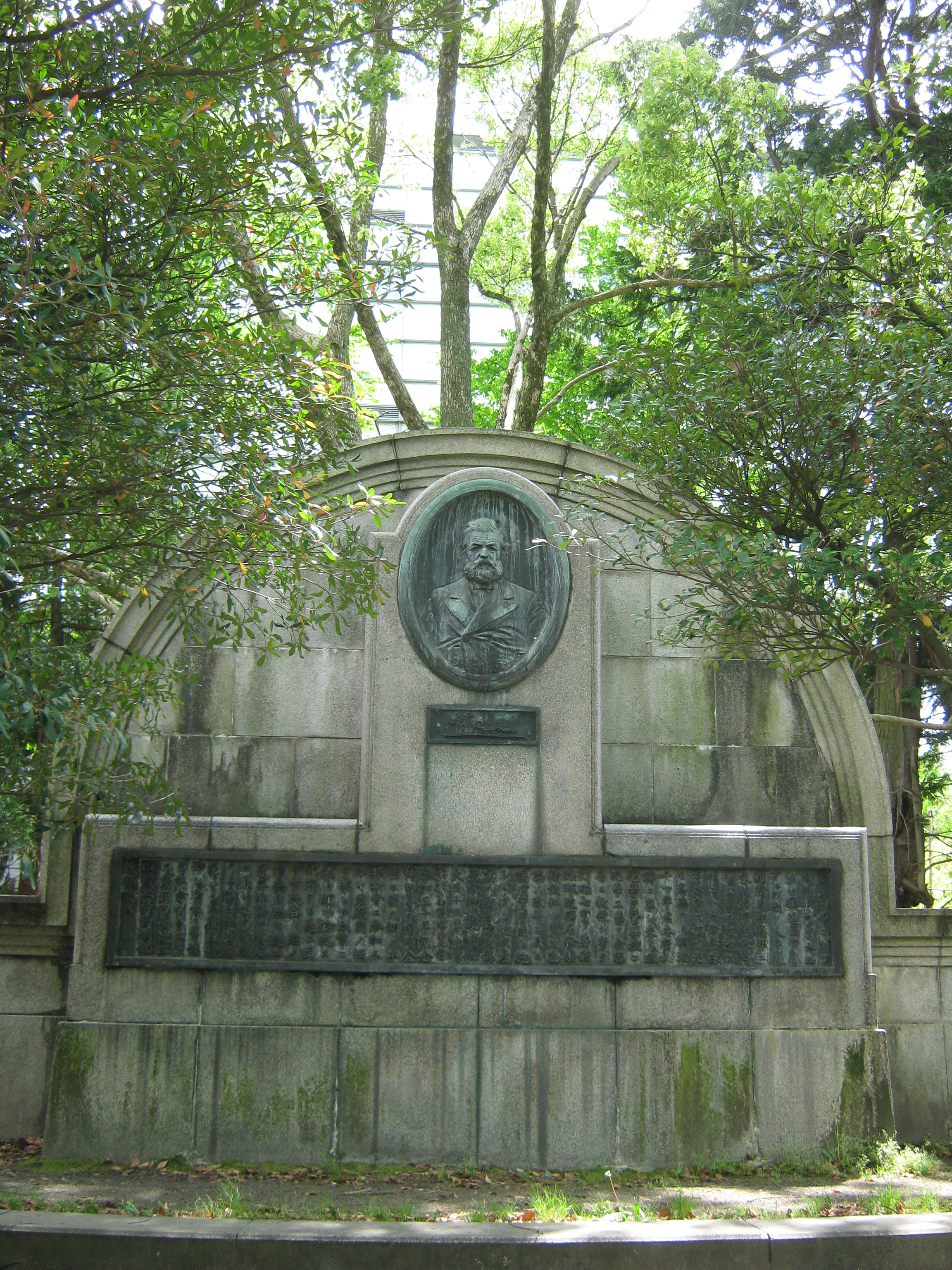
G・ワグネルの顕彰碑（京都市） / 東京職工学校の設立に深く関わるとともに、開校後は「陶器玻璃工科」主任教官として「旭焼」の創製などを指導した。

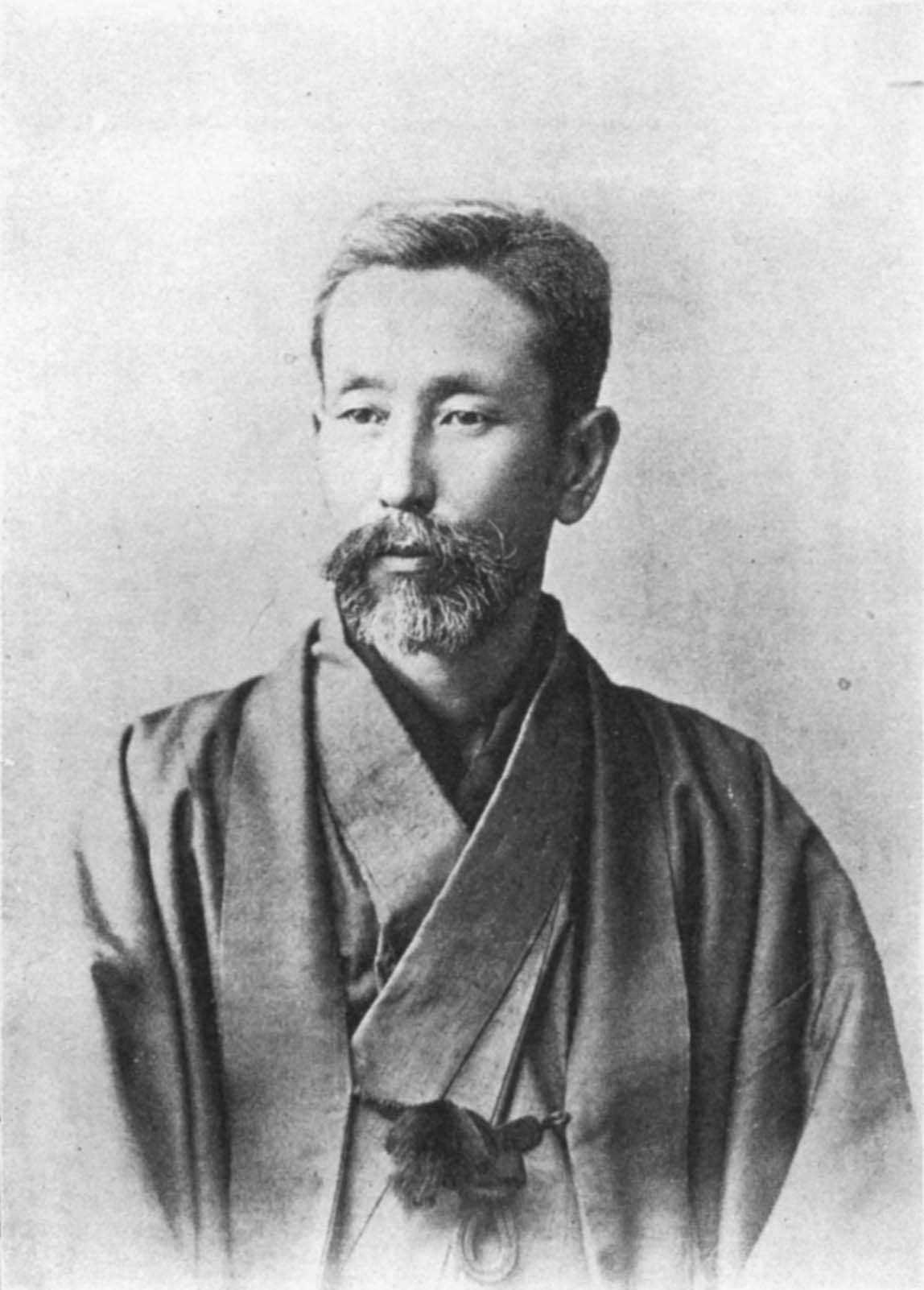
正木退蔵 / 初代校長としてワグネルを招聘するも病気のため在任9年で退職。

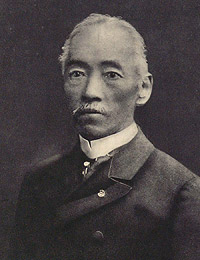
手島精一 / 第2代校長として「東京工業学校」改称後の学校運営の安定と発展に貢献した。

### 設立の背景
明治初期の日本では、産業技術の近代化を推進する人材を育成するべく、欧米の科学技術を取り入れた工業技術教育の整備が進められ、まず1873年に工部省の工学寮工学校が日本最初の国立工業学校として設立され、1877年には工部大学校に改組された。その一方で、G・ワグネルは現場技術者とその指導者を育成するため、中等程度の実用的な技術教育の必要性を訴える建議を行い、1874年にはこれを受けて東京開成学校内に「製作学教場」が設置されたが、3年後の1877年には廃止された。先行の工部大学校も1886年、東京大学に合併されて（東京）帝国大学工科大学に改組された後は、実務的な工業教育よりも学理研究へと傾斜していった。

### 東京職工学校の設立
このようななか、ワグネルや手島精一（文部省・教育博物館長補）は中等技術教育の必要性を主張し続け、文部省内にも九鬼隆一・浜尾新などの同調者が現れたことから、1881年4月26日、文部省は官立の東京職工学校を設立した。職工学校は「職工学校ノ師範若シクハ職工長タル者ニ必須ナル諸般ノ工芸等ヲ教授スル」学校として位置づけられており、教員となったのは東京大学理学部を卒業した日本人の教員で、先行の開成学校・工部大学校・東京大学の教官の大半が外国人で占められていたのとは大きく異なっていた。開校当初の本校は、機械工芸科・化学工芸科からなる本科、および予科で構成され、初代校長には正木退蔵が就任した。1884年11月、ワグネルが唯一の外国人教官に就任し、新設の「陶器玻璃工科」の主任になると、陶器・ガラス・漆器といった明治以前からの日本の伝統工芸を近代産業へと発展させていくための教育が行われた。

### 学校運営の困難
開校当初の職工学校が直面したのは、前近代の伝統的な徒弟制度の下での技術伝承から、近代的・科学的な技術教育への転換を背景とするさまざな困難である。そもそも「職工学校」という名称は前時代的な「徒弟」養成の学校と誤解されやすく、開学当初には生徒がなかなか集まらず入学者の中からも退学が続出するなど不振の時期が続いた。このため、不振を理由とした農商務省への移管論、不要論・廃止論が絶えなかった。最低限の学校維持を図るため、1886年に職工学校はいったん帝国大学の附属学校に移管されたが、翌1887年7月に最初の卒業式を挙行したのち再び独立学校として帝大から分離した。しかし学校運営の困難には変わりはなかった。

### 東京工業学校から東京高等工業学校へ
1890年、病弱の正木に代わり校長となったのは、学外の商議員として帝大への移管などを取りまとめてきた手島精一であり、彼はまず生徒たちに評判の悪かった「職工学校」の校名を「東京工業学校」に改称、また学校規則の改正により地方入試の制度や尋常中学校卒業生のうち工業関係科目で優秀な者を無試験で入学させる制度を設けるなど、高等教育機関としての格付けに尽力した。手島のもとで学校はようやく安定期に入り、入学者数も増加して職工長・工師・教員・企業家養成を中心とする工業教育の指導的機関へと発展した。なお、職工学校設立時に標榜されていた「中等工業学校教員の育成」は、1894年以降、新設の附属工業教員養成所によって担われることとなった。さらに1901年には東京高等工業学校に改組、2年後の1903年には旧制専門学校準拠の高等教育機関（高等工業学校）となり、1929年の（旧制）東京工業大学昇格への基礎が形づくられた。

### 年表
- 1881年4月8日：「職工学校ヲ東京ニ設置スヘキ件ニ付伺」が太政大臣・三条実美宛に提出（5月12日付で裁可）。
- 1881年5月26日：文部卿・福岡孝弟の布達第2号で東京職工学校が設立される。本科（機械工芸科・化学工芸科）・予科を設置。
- 1884年11月：G・ワグネルが製造化学教師に就任
- 1886年4月29日：帝国大学の附属学校に移管。
- 1886年：陶器玻璃工科を設置、主任にはG・ワグネルが就任。
- 1887年7月：第一回卒業式挙行。
- 1887年10月4日：帝国大学から独立。
- 1887年：ワグネルが釉下彩陶器「旭焼」を創製。
- 1890年1月：東京商業学校附設商工徒弟講習所職工科（1886年1月設置）が職工学校に移管され、附属職工徒弟講習所と改称。

同年8月には附属職工徒弟学校と改称、1924年1月には東京高等工芸学校に移管、新制移行後の1951年に東京工業大学に再移管され東京工業大学附属科学技術高等学校の前身となる。
- 1890年3月24日：勅令第43号により東京工業学校に改称。
- 1890年7月30日：学校規則を改正し化学工芸部（染色工科・陶器玻璃工科・応用化学科）・機械工芸部（機械科・電気工業科）を設置。
- 1894年6月14日：文部省令第12号により工業教員養成所を設置。
- 1896年：2部制を廃止し、窯業科・応用化学科・機械科・色染科・機織科・電気工科（電気機械・電気化学）を設置。また入学資格を中学校卒業者とし、高等教育機関であることを明確化。
- 1898年6月：電気工科を電気科と改称。
- 1899年5月14日：同窓会の結成（蔵前工業会の前身）。
- 1899年9月：工業図案科設置。
- 1901年5月10日：勅令第99号により東京高等工業学校に改称。
- 1903年：専門学校令準拠の専門学校（高等工業学校）となる。

## 歴代校長
東京職工学校校長
- 初代：正木退蔵（1881年9月27日〜1890年3月3日）
- 2代：手島精一（1890年3月5日〜3月24日）

東京工業学校校長
- 初代：手島精一（1890年3月24日〜1898年2月8日）
- 2代：阪田貞一（1898年2月8日〜1899年2月）

手島の病気による代理。
- 3代：手島精一（1899年2月〜1901年5月10日）

（東京）高等工業学校初代校長（1901年5月10日〜1916年9月）を務める。

## 著名な卒業者・教員

### 卒業者
- 山崎久太郎：1887年職工学校機械工芸部機械科卒。製鋼技術者・実業家。官営八幡製鉄所に先立ち日本初の民間平炉を創設。
- 平野耕輔：1891年工業学校陶器玻璃工科卒。窯業学者。東京高等工業学校教授（窯業科主任）として後進を育成、東京工業大学窯業研究所（現・フロンティア材料研究所）初代所長となりセラミックス研究の基礎を築く。
- 山口武彦：1891年工業学校工芸部機械科卒。アズビル創業者、日本酸素ホールディングス創業者、日本精工創業者。
- 橋本卯太郎：1894年工業学校機械科卒。発酵技術者・実業家。大日本麦酒（現・サッポロビール）の常務取締役。
- 橋本増治郎：1895年工業学校工芸部機械科卒業。技術者・実業家快進社（日産自動車の前身）の創立者。
- 松江春次：1899年工業学校卒。実業家。台湾・南洋群島の開発に従事し南洋興発初代社長。
- 小林豊造：1899年工業学校附属工業教員養成所金工科卒。技術者・実業家。欧州のダイヤモンド研磨技術を日本に導入し日本ダイヤモンド設立、専務取締役。

### 教員
- ゴットフリード・ワグネル：職工学校・工業学校教授（1887年〜1892年）。ドイツ出身のお雇い外国人。開成学校製作学教場・京都府立医学校（現・京都府立医科大学）・東京大学理学部で教師を歴任。京都舎密局で七宝などを指導。職工学校では陶磁器やガラスなどの製造を指導し（前出）、平野耕輔らを育てた。明治期日本の工学教育に大きな功績を残す。在任中病没。

## 校地の変遷と継承
開校当初の校地となったのは東京府下浅草区蔵前片町29番地（現・台東区蔵前）の浅草御蔵および浅草文庫蔵前閲覧所の跡地であり、1882年6月10日新校舎が建設が開始され、11月27日に竣工した。校地・校舎は後身の東京工業学校・東京高等工業学校に継承され、東京高工時代には近隣の南元町38番地の土地を加えて拡張工事が行われた。その結果、蔵前校地は隅田川西岸の面積43,000平方メートルに及ぶ広大な土地を占めていた。以上のような事情を背景に「蔵前」（もしくは蔵前工業・蔵前工業学園）は東京高工の別称となり、東京高工およびその後身である（旧制・新制）東京工業大学の同窓会「蔵前工業会」の名称の由来となっている。
蔵前校地は1923年9月の関東大震災によって灰燼に帰したため、翌1924年、東京高工の校地は大岡山に移転、これが1929年に設立された（旧制）東京工業大学の校地として継承され、学制改革を経て発足した現在の東京科学大学大岡山キャンパスとなっている。かつての蔵前校地の正門付近は第六天榊神社の境内となっており、他には浅草中学校などが旧校地内に立地している。榊神社南側には1943年、蔵前工業会により「蔵前工業学園之蹟」（工業教育発祥の地）の碑が建立され、かつて校地の飛地となっていた台東区蔵前2丁目（旧・南元町）には「東京工業大学発祥の地」のパネルが設置されている。